# Paul-Émile Borduas

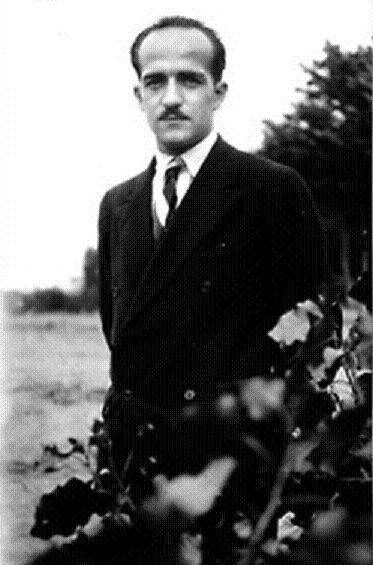
Paul-Émile Borduas

Paul-Émile Borduas (* 1. November 1905 in Mont-Saint-Hilaire/Québec; † 22. Februar 1960 in Paris) war ein kanadischer Maler.
Am 13. August 2024 ehrte die kanadische Regierung, vertreten durch das Historic Sites and Monuments Board of Canada, Paul-Émile Borduas und erklärte ihn wegen seiner „herausragenden und dauerhaften Beitrages zur kanadischen Geschichte“ sowie seiner Bedeutung als „Pionier der abstrakten Kunst und Führer der Avantgarde-Bewegung in Kanada“ zu einer „Person von nationaler historischer Bedeutung“.

## Leben und Wirken
Borduas war ein Schüler des Kirchenmalers Ozias Leduc und studierte nach dem Besuch der École des Beaux-Arts in Montreal von 1928 bis 1930 in Paris. Ab 1937 unterrichtete er an der École du Meuble des Montreal Art College.
Anfang der 1940er Jahre gründete er dort mit einigen Schülern die Gruppe Les Automatistes. Eine Auswahl ihrer Werke wurde 1947 für eine Ausstellung unter dem Titel Automatisme in der Galerie du Luxembourg in Paris von Jean-Paul Riopelle und Fernand Leduc zusammengestellt. 1948 erschien das Manifest Refus Global, dessen Unterzeichner sämtlich 1998 mit dem Prix Condorcet ausgezeichnet wurden.

„"Zum Teufel mit Weihwedel und Pfaffenhut!" Das bedeutet Ablehnung des erdrückenden Einflusses der katholischen Kirche.“

Sein Engagement für den Automatismus kostete Borduas den Lehrauftrag, wonach er mit gesundheitlichen und finanziellen Problemen zu kämpfen hatte. Zudem gingen die Künstler der Automatistengruppen zunehmend eigene Wege, und diese löste sich auf. Borduas übersiedelte 1953 nach New York und kam hier unter den Einfluss von Vertretern des abstrakten Expressionismus wie Willem de Kooning, Adolph Gottlieb, Robert Motherwell, Jackson Pollock und Franz Kline. 1955 zog er nach Paris, wo er nach fünf produktiven Jahren als Maler an einem Herzinfarkt starb.
1971 wurde in Paris und Montreal die Ausstellung Borduas et les Automatistes gezeigt. 1977 wurde der Sparten-Preis für Malerei des "Prix du Québec" nach ihm Prix Paul-Émile-Borduas benannt.

## Werke
- Maurice Gagnon, 1937
- Tahitian, 1941
- Trees in the Night, 1943
- Sous le vent de l’Ile, 1947
- Floraison Massive, 1951
- Pulsation, 1955
- White Ground, 1956
- Black Star, 1957
- The Seagull, 1957

## Werke in öffentlichen Sammlungen
- Musée d’art contemporain de Montréal

## Ehrungen
- Guggenheim International Award, 1960 für: Black Star von 1957. Öl auf Leinwand, 63 × 51, Collection Montreal Museum of Fine Arts. Gestiftet von der Solomon R. Guggenheim Foundation

## Nachweise und Anmerkungen
1. ↑  Borduas, Paul-Émile - National Historic Person. In: Directory of Federal Heritage Designations. Parks Canada, abgerufen am 6. Februar 2025 (englisch).
2. ↑  "Weihwedel" als Symbol für den in Québec herrschenden katholischen Klerus, die "Pudelmütze" (la tuque) als Ausdruck für das priesterliche Birett, das mittig von einer Quaste wie bei einer Pudelmütze gekrönt wird.
3. ↑  Übers. Lothar Baier: Anders schreibendes Amerika. Literatur aus Québec. Hgg. Lothar Baier, Pierre Filion. Das Wunderhorn, Heidelberg 2000, S. 292 – 297. Der übersetzte Originaltext wird hier vor- und nachher ergänzt von Texten zur Bewegung. Auf Französisch siehe Weblinks, Volltext

| Personendaten    | Personendaten              |
| ---------------- | -------------------------- |
| NAME             | Borduas, Paul-Émile        |
| KURZBESCHREIBUNG | kanadischer Maler          |
| GEBURTSDATUM     | 1. November 1905           |
| GEBURTSORT       | Mont-Saint-Hilaire, Québec |
| STERBEDATUM      | 22. Februar 1960           |
| STERBEORT        | Paris                      |